# Третья лига Украины по футболу
Третья лига (укр. Третя ліга) — футбольная лига на Украине, четвёртая по силе после высшей, первой и второй лиг. Была ликвидирована в 1995 году, вследствие чего во второй лиге образовалось 2 группы. Управлялась непосредственно ФФУ.
До 1994 года «Третья лига» называлась «Переходная лига».

## Все победители
| Сезон   | Группа | Чемпион                  | 2-е место           | 3-е место              |
| ------- | ------ | ------------------------ | ------------------- | ---------------------- |
|         |        |                          |                     |                        |
| 1992    | 1      | «Днестр» (Залещики)      | «Газовик» (Комарно) | «Явор» (Краснополье)   |
| 1992    | 2      | «Бажановец» (Макеевка)   | «Титан» (Армянск)   | «Мелиоратор» (Каховка) |
|         |        |                          |                     |                        |
| 1992-93 |        | «Нефтехимик» (Кременчуг) | «Динамо» (Луганск)  | «Антрацит» (Кировское) |
|         |        |                          |                     |                        |
| 1993-94 |        | «Сириус» (Жёлтые Воды)   | «Фрунзенец» (Саки)  | «Виктор» (Запорожье)   |
|         |        |                          |                     |                        |
| 1994-95 |        | ЦСКА (Киев)              | «Нива» (Мироновка)  | «Меховик» (Тысменица)  |